# David S. Walbridge

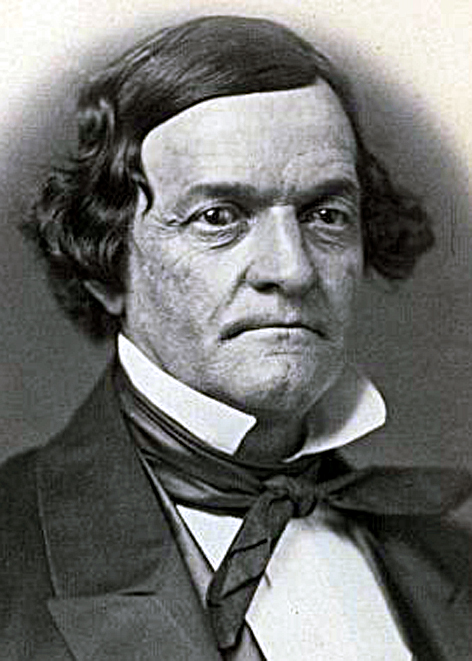
David S. Walbridge (1859)

David Safford Walbridge (* 30. Juli 1802 in Bennington, Vermont; † 15. Juni 1868 in Kalamazoo, Michigan) war ein US-amerikanischer Politiker. Zwischen 1855 und 1859 vertrat er den Bundesstaat Michigan im US-Repräsentantenhaus.

## Werdegang
David Walbridge besuchte die öffentlichen Schulen seiner Heimat. Im Jahr 1820 zog er nach Geneseo im Staat New York. Dort arbeitete er zwischen 1820 und 1826 im Handel sowie in der Landwirtschaft. Die gleiche Tätigkeit übte er zwischen 1826 und 1842 in Jamestown aus. Im Jahr 1842 zog er nach Kalamazoo in Michigan. Auch in seiner neuen Heimat arbeitete Walbridge im Handel. Außerdem wurde er Besitzer größerer Ländereien, auf denen er unter anderem Viehzucht betrieb. Gleichzeitig begann er eine politische Laufbahn.
Im Jahr 1848 wurde er Abgeordneter im Repräsentantenhaus von Michigan. Danach verbrachte er zwei Legislaturperioden im Staatssenat. Walbridge war Gründungsmitglied der Republikanischen Partei in seinem neuen Heimatstaat. Im Juli 1854 war er Vorsitzender des ersten regionalen Parteitages in Michigan, der in Jackson abgehalten wurde. Bei den Kongresswahlen des Jahres 1854 wurde er im dritten Wahlbezirk seines Staates in das US-Repräsentantenhaus in Washington, D.C. gewählt, wo er am 4. März 1855 die Nachfolge des  Demokraten Samuel Clark antrat. Nach einer Wiederwahl konnte er bis zum 3. März 1859 zwei Legislaturperioden im Kongress absolvieren. Diese waren von den Ereignissen und Diskussionen im Vorfeld des Bürgerkrieges bestimmt.
Nach seinem Ausscheiden aus dem US-Repräsentantenhaus nahm Walbridge seine früheren Tätigkeiten wieder auf. Außerdem wurde er zum Posthalter in Kalamazoo ernannt. David Walbridge starb am 15. Juni 1868 in dieser Stadt und wurde dort auch beigesetzt.